# Bernard Loriot
Bernard Loriot, né le 29 avril 1925 à Honfleur, mort le 18 décembre 1998 à Caen, est un peintre français. 

## Biographie
Bernard Loriot est originaire d'une famille modeste et nombreuse. Dès 1931, il commence à dessiner et réalise des aquarelles. Autodidacte, il se forme en observant les peintres tels qu'Henri de Saint-Delis, Alfred André Debergue, Paul Elie Gernez et Emilio Grau Sala qui peignent autour du vieux bassin de Honfleur.
Son père meurt en 1940 et Bernard Loriot doit travailler pour aider sa mère à subvenir aux besoins de la famille, tout en continuant à dessiner pendant son temps libre. Bernard Loriot s'engage dans la Résistance en cachette de sa mère. Engagé volontaire à la Libération, il suit les forces françaises en Autriche. Démobilisé fin 1945, il se marie à Honfleur le 29 juin 1946. Il reprend son travail[Lequel ?] pour assumer ses nouvelles charges de famille et abandonne la peinture. Mais un accident du travail en 1950 l'immobilise pendant plusieurs mois. Encouragé par son médecin, peintre amateur, ainsi que par sa femme, il reprend son activité artistique. 
Il envoie ses œuvres aux Salons dès 1951, il est cité dans la presse locale en 1953 et un prix d'aquarelle vient le récompenser à l'exposition des artistes bas normands à Caen en 1954. Il commence à vendre ses œuvres et ne cessera plus de peindre. 
Il hérite des pastels de Paul-Élie Gernez.
Sa première exposition personnelle a lieu en 1956. En 1958, il ouvre un atelier avec son camarade Gervais Leterreux qui lui servira de salle d'exposition pendant de nombreuses années.
En 1963, il rencontre le peintre italien Dino Rossi avec lequel il restera ami toute sa vie. Sa première exposition personnelle à l’étranger, en Belgique, se tient en 1973. Loriot découvre Venise en 1975. Il enchaîne alors les expositions personnelles et voyage en France et à l’étranger : Venise, Bruges, Allemagne, Paris… et vend ses œuvres aux États-Unis, en Angleterre, au Japon, en Allemagne.
Il perd un de ses fils en 1977.
Loriot fréquente de nombreux peintres de sa génération : Jean Philippe Moretti, Jacques Bouyssou, André Hambourg, Raymond Poulin, Franck Innocent, Lavoine.
Il meurt le 18 décembre 1998.

## Expositions collectives de 1951 à 1998
- Salon des artistes amateurs régionaux de Normandie à Pont-Audemer
- Salon des artistes honfleurais
- Salon des artistes bas normand à Caen
- Prix international de peinture de Deauville
- Salon des artistes associés au musée d'art moderne de Paris en 1955
- Salon d'automne de Rouen
- Exposition des artistes bas normand à Ouistreham
- Salon d'été des drakkars à Ouistreham
- Biennale de Conches
- Salon de Baugé
- Salon des Andelys
- Salon de la marine[2]
- Biennale de la ville de Trouville
- Salon Léonard de Vinci à Paris
- Salon d'été d'Yport
- Biennale de la ville du Havre

## Récompenses
- 1954 : Prix d'aquarelle : exposition des artistes bas normands à Caen
- 1954 : 7e exposition des artistes amateurs régionaux au musée de Pont-Audemer : prix décerné à Bernard Loriot
- 1961 : XIIe grand prix international de peinture de Deauville, catégorie aquarelle
- 1964 : 9e salon des artistes bas normands à Ouistreham : 3e prix du salon d'été
- 1965 : 3e prix de la ville de Ouistreham : salon d'été de la ville de Ouistreham Riva Bella
- 1965 : 5e prix du salon des artistes bas normands ville de Ouistreham : médaille de la ville
- 1966 : Ouistreham : salon d'été des Drakkars : premier prix
- 1967 : Ouistreham : salon des Drakkars : grand prix pour son huile : Honfleur sous la neige
- 1968 : 2e fois grand prix du salon d'été des drakkars à Ouistreham, aquarelle Honfleur
- 1970 : 3e fois grand prix du salon d'été des drakkars à Ouistreham
- 1972 : Exposition du salon d'été des artistes bas normands à Ouistreham : grand prix du 9e salon d'été
- 1976 : Salon des artistes indépendants normands à Rouen du 21 mai au 18 juin : prix du conseil général pour une toile sur Venise[3]

## Sources
- Notice biographique dans Dominique Bougerie, Honfleur et les honfleurais : cinq siècles d'histoires, Éditions Marie Honfleur, 2002, vol. 2, p. 269.
- Jacques Blondel, Portraits d'artistes en basse Normandie, éd. Malherbes, 1997  (ISBN 2911707052).
- Jean Noël Marchand-Saurel, Dictionnaire des peintres français de la mer et de la marine, Éditions Art et Marine, 1997, p. 207.